# Mycalesis exheredata
Mycalesis exheredata är en fjärilsart som beskrevs av Hans Fruhstorfer 1908. Mycalesis exheredata ingår i släktet Mycalesis och familjen praktfjärilar. Inga underarter finns listade i Catalogue of Life.